# جان ترنر
جان ترنر (انگلیسی: John Turner؛ زاده ۷ ژوئن ۱۹۲۹ – درگذشته ۱۸ سپتامبر ۲۰۲۰) یک سیاست‌مدار اهل کانادا بود. وی به عنوان هفدهمین نخست‌وزیر کانادا از ۱۷ ژوئن تا ۱۷ سپتامبر ۱۹۸۴ خدمت کرده‌است.
جان ترنر در ۱۸ سپتامبر ۲۰۲۰، در سن ۹۱ سالگی درگذشت.